# Lotus 95T
El Lotus 95T fue un monoplaza de Fórmula 1 diseñado por Team Lotus para la temporada 1984.

## Resultados

### Fórmula 1
(Clave) (negrita indica pole position) (cursiva indica vuelta rápida)

| Año     | Equipo                 | Motor                        | Neu. | Pilotos         | 1   | 2   | 3   | 4   | 5   | 6   | 7   | 8   | 9   | 10  | 11  | 12  | 13  | 14  | 15  | 16  | Puntos | Pos. |
| ------- | ---------------------- | ---------------------------- | ---- | --------------- | --- | --- | --- | --- | --- | --- | --- | --- | --- | --- | --- | --- | --- | --- | --- | --- | ------ | ---- |
| 1984    | John Player Team Lotus | Renault Gordini EF4 V6 turbo | G    |                 | BRA | RSA | BEL | SMR | FRA | MON | CAN | USE | USA | GBR | GER | AUT | NED | ITA | EUR | POR | 47     | 3.º  |
| 1984    | John Player Team Lotus | Renault Gordini EF4 V6 turbo | G    | Elio De Angelis | 3   | 7   | 5   | 3   | 5   | 5   | 4   | 2   | 3   | 4   | Ret | Ret | 4   | Ret | Ret | 5   | 47     | 3.º  |
| 1984    | John Player Team Lotus | Renault Gordini EF4 V6 turbo | G    | Nigel Mansell   | Ret | Ret | Ret | Ret | 3   | Ret | 6   | Ret | 6   | Ret | 4   | Ret | 3   | Ret | Ret | Ret | 47     | 3.º  |
| Fuente: |                        |                              |      |                 |     |     |     |     |     |     |     |     |     |     |     |     |     |     |     |     |        |      |